# 黄色い下宿人
『黄色い下宿人』（きいろいげしゅくにん）は、山田風太郎による日本の短編小説。1953年（昭和28年）12月に『別冊宝石』に掲載された、シャーロック・ホームズ作品に対するパスティーシュ小説である。ホームズの住居と夏目漱石の下宿が近かったことにヒントを得ている。

## あらすじ
漱石がロンドン留学中に個人教授をうけたクレイグ先生から、ホームズはクレイグ先生の隣人の富豪が行方不明になった事件の解決を依頼される。クレイグ先生の下宿をおとずれた時、居合わせた漱石の態度を怪しんで、ワトソンは漱石のあとをつけるがその場面は夏目漱石の「不愉快」だった留学生活での暮らし方や漱石の「追跡妄想」などが下敷きにされている。漱石の下宿の隣の部屋に住みだした謎の男が、部屋から池に落ちて死に、漱石がその嫌疑をうける。ホームズと漱石がその謎を解明する。

## 登場人物
- ミスター・ナツメグ（夏目漱石） - 主人公。日本の文学者。ロンドンに来てからというもの胃痛と神経衰弱に悩まされていた。
- ウィリアム・クレイグ - 漱石の英国での恩師。
- ジェイムズ・フィリモア氏 - 失踪した大富豪。
- クルップマン - フィリモア氏の下僕。絵画に造詣が深い。
- ギブソン - 漱石の下宿屋の隣室の住人。騒音主で主人公は閉口している。
- シャーロック・ホームズ - ロンドンの名探偵。
- ジョン・ワトソン医師 - ホームズの相棒で活躍譚の記述者。

## 備考
同じホームズ譚「語られざる事件」のうち「ジェームズ・フィリモア氏の失踪」を扱ったものに、スティーブン・バー（Stephen Barr）の『ある囚人の回想』（1950年）がある。
雨傘を取りに自宅に戻った富豪が、密室状態の邸宅から忽然と姿を消した謎を解き明かしている。ホームズを連想させる名探偵が、主人公の従僕（実は富豪邸を専門に狙う宝石泥棒）に出し抜かれて悔しがるオチになっている。